# Rue d'Alsace-Lorraine (Toulouse)
Pour les articles homonymes, voir Rue d'Alsace-Lorraine.
La rue d'Alsace-Lorraine (en occitan : carrièra d'Alsacia-Lorena) est une voie de Toulouse, chef-lieu de la région Occitanie, dans le Midi de la France. C'est l'une des principales voies de Toulouse. Comme la rue Saint-Rome, c'est la principale voie commerçante de la ville. Elle est également, avec la rue de Metz et la rue Théodore-Ozenne, une des principales artères haussmanniennes de la Ville Rose.

## Situation et accès

### Description
La rue d'Alsace-Lorraine forme la limite entre les quartiers du Capitole et des Carmes, à l'ouest, et Saint-Étienne et Saint-Georges, à l'est. Véritable artère de type haussmanien, longue de 1000 mètres, elle est parfaitement rectiligne et orientée sud-nord. 
Elle naît dans le prolongement de la rue du Languedoc à la hauteur de la place Rouaix, au carrefour de la rue Croix-Baragnon, au niveau de l'entrée du Palais consulaire. Elle reçoit à droite, après 112 mètres et à la hauteur du musée des Augustins, la rue de Metz, tandis qu'elle borde le côté est de la place Esquirol. Elle donne naissance sur son côté droit à la rue Antonin-Mercié et reçoit à gauche la rue Genty-Magre. Elle traverse perpendiculairement la rue du Fourbastard, avant de recevoir sur son côté gauche la rue Baour-Lormian, puis traverse la rue de la Pomme avant de donner naissance à droite à la rue du Lieutenant-Colonel-Pélissier, puis à la rue Lapeyrouse. Au niveau du square Charles-de-Gaulle, dont elle longe le côté est, elle traverse la rue du Poids-de-l'Huile, puis la rue Lafayette. Après avoir reçu la rue John-Fitzgerald-Kennedy sur son côté gauche, elle traverse la rue Rivals, puis la rue du Salé. Après avoir donné naissance à la rue de Bayard sur son côté droit, elle reçoit la rue Charles-de-Rémusat. Elle se termine enfin après avoir reçu à gauche la rue Bellegarde, au carrefour du boulevard de Strasbourg.
La chaussée compte, entre la place Rouaix et la rue de Metz, une voie de circulation automobile en sens unique, et une voie réservée aux transports en commun dans chaque sens. Elle appartient à une zone de rencontre et la vitesse y est limitée à 20 km/h. Au-delà, de la rue de Metz, elle ne compte plus qu'une seule voie de circulation en sens unique : elle appartient à une aire piétonne, où la circulation est réglementée et la vitesse est limitée à 6 km/h.

### Voies rencontrées
La rue d'Alsace-Lorraine rencontre les voies suivantes, dans l'ordre des numéros croissants (« g » indique que la rue se situe à gauche, « d » à droite) :
1. Place Rouaix (g)
2. Rue Croix-Baragnon (d)
3. Rue du Sac (g)
4. Place Étienne-Esquirol (g)
5. Rue de Metz (d)
6. Rue Genty-Magre (g)
7. Rue Antonin-Mercié (d)
8. Rue du Fourbastard
9. Rue Baour-Lormian (g)
10. Rue de la Pomme
11. Rue du Lieutenant-Colonel-Pélissier (d)
12. Rue Lapeyrouse (g)
13. Rue du Poids-de-l'Huile
14. Square Charles-de-Gaulle (g)
15. Rue Lafayette
16. Rue John-Fitzgerald-Kennedy (g)
17. Rue Rivals
18. Rue du Salé
19. Rue Charles-de-Rémusat (g)
20. Rue de Bayard (d)
21. Rue Bellegarde (g)
22. Boulevard de Strasbourg

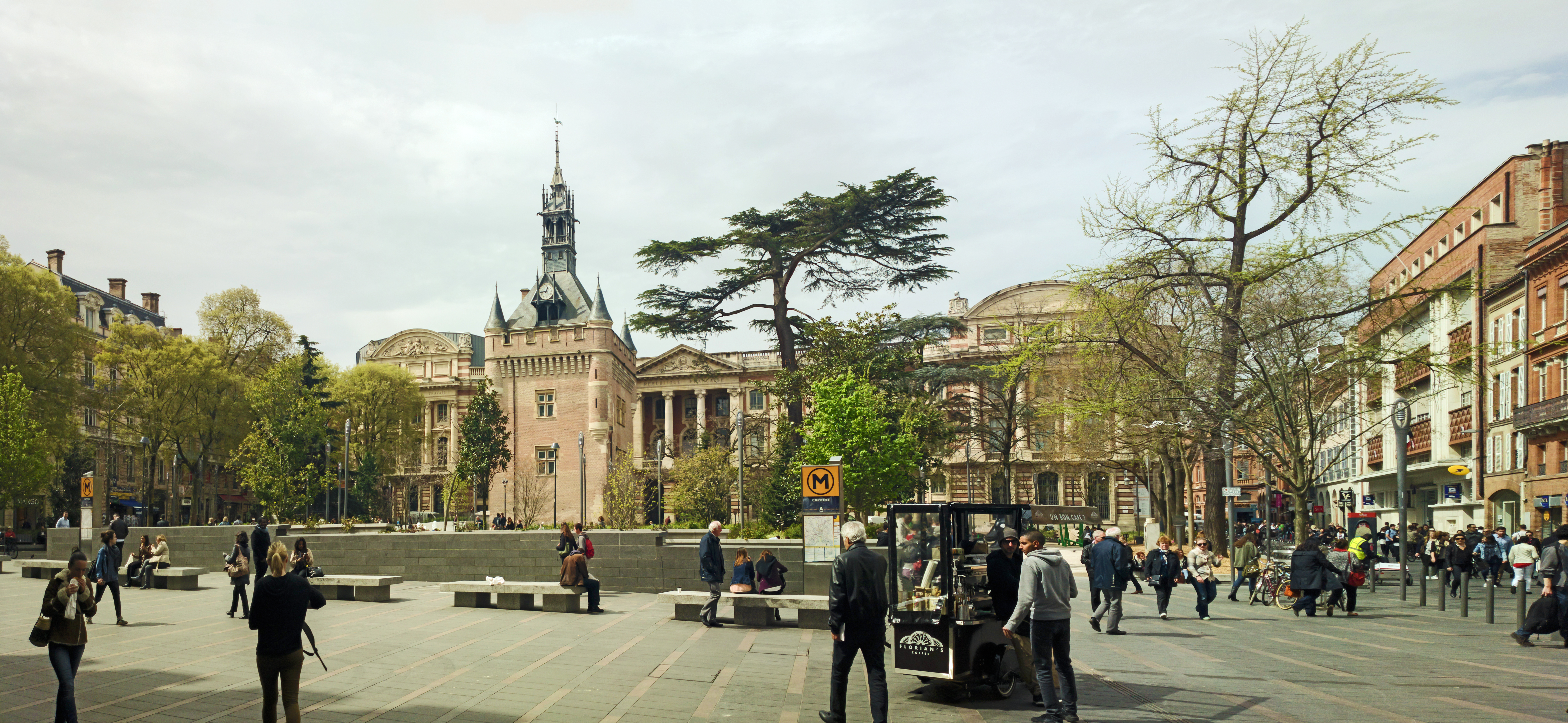
La rue d'Alsace-Lorraine au niveau du square Charles-de-Gaulle et du Donjon du Capitole.

### Transports
La rue d'Alsace-Lorraine est largement desservie par le réseau de transports en commun Tisséo. Au sud, la place Rouaix et la rue Croix-Baragnon sont parcourues par la navette Ville. À proximité immédiate, autour de la place Étienne-Esquirol, se trouvent la station du même nom, sur la ligne de métro , et les arrêts de la ligne de bus 44. Plus au nord, elle est directement accessible par la station Capitole, qui débouche au niveau du square Charles-de-Gaulle. Enfin, au nord, le boulevard de Strasbourg abrite la station Jeanne-d'Arc, sur la ligne de métro , ainsi que les arrêts des lignes de Linéo L1L14, de bus 152329394570 et des navettes AéroportVille.
Plusieurs stations de vélos en libre-service VélôToulouse se trouvent le long de rue d'Alsace-Lorraine ou dans les rues voisines : les stations no 1 (12 rue du Poids-de-l'Huile), no 2 (21 rue Lafayette), no 3 (62 rue de la Pomme), no 7 (6 rue du Rempart-Villeneuve), no 10 (15 place Étienne-Esquirol), no 14 (26 rue de Périgord), no 16 (32 boulevard de Strasbourg) et no 25 (1 rue des Tourneurs).

## Odonymie

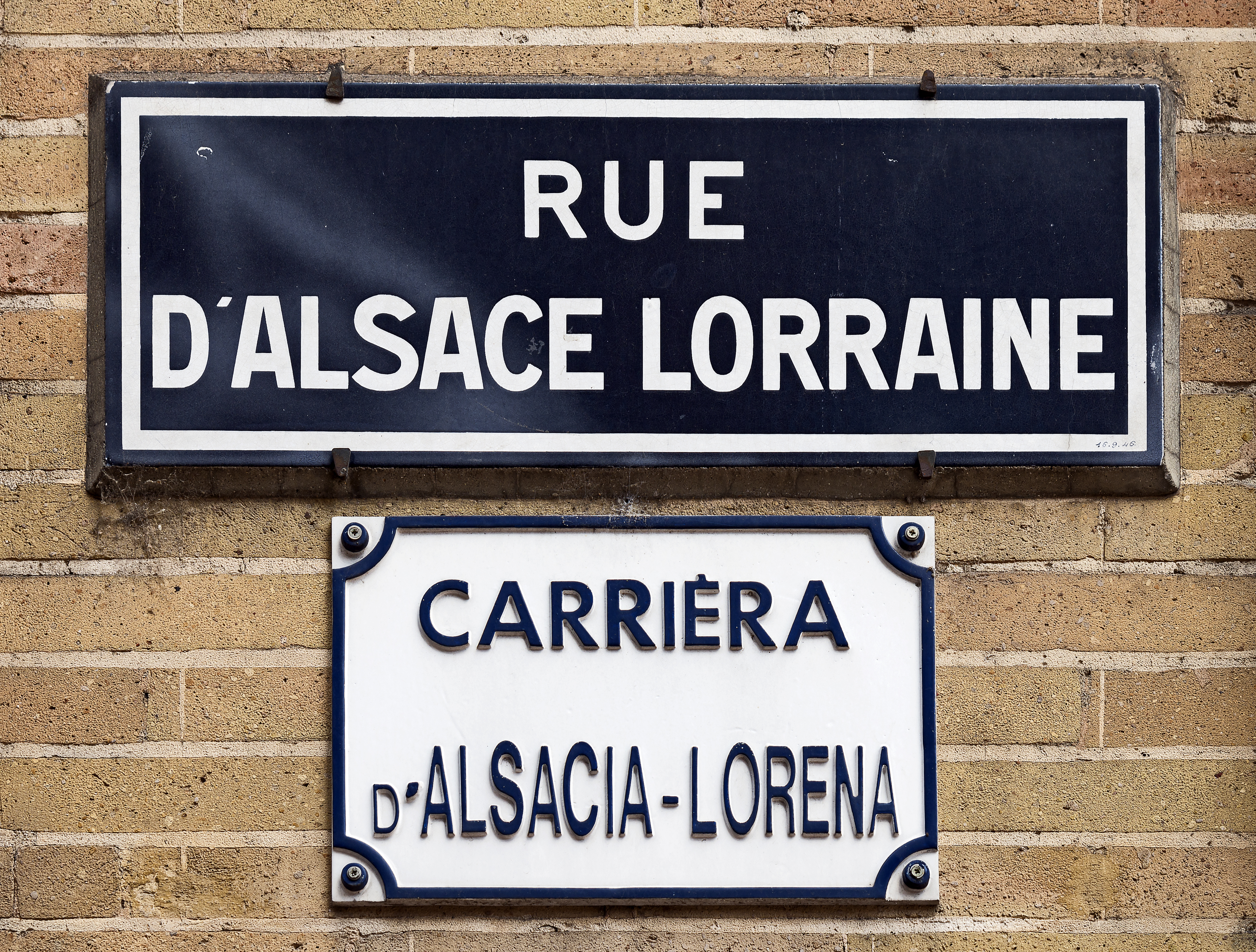
Plaques de rue en français et en occitan.

Dans les premiers projets d'aménagement d'Urbain Maguès, la rue est simplement désignée comme la rue Longitudinale – elle est la percée longitudinale, d'orientation nord-sud, par opposition à la percée Transversale, d'orientation est-ouest (actuelle rue de Metz). Mais cette appellation n'était que provisoire. Le 26 novembre 1872, le conseil municipal d'Henri Ebelot décida de la nommer en l'honneur de l'Alsace-Lorraine, les deux provinces perdues à la suite de la guerre franco-allemande de 1870 et du désastreux traité de Francfort de 1871.

## Histoire

### Époque contemporaine
La rue d'Alsace-Lorraine a été ouverte entre 1869 et 1873, dans le cadre de travaux proposés par Urbain Maguès et approuvés par le conseil municipal par une voix.
Sous le mandat du maire Jean Patras de Campaigno, en 1864, différents projets urbanistiques ont été proposés dans le but de restructurer le centre-ville, principalement par la création de nouvelles voies de circulation. Le 24 mars 1864, le projet de l'ingénieur en chef des Ponts et Chaussées, Urbain Maguès, fut le dernier retenu par le Conseil Municipal. Ce dernier se basait sur les idées déjà proposées par les Capitouls en 1776. Il prévoyait la création de deux grandes rues larges de 15 mètres avec des immeubles ne dépassant pas 17,5 mètres de hauteur et 8 mètres pour le prolongement dans les rues adjacentes. Ces deux axes devaient constituer les nouveaux axes de circulation principaux de la ville. La première grande rue, d'abord connue sous la dénomination de rue Transversale, prendra ensuite le nom de rue de Metz. La deuxième rue qui lui est perpendiculaire, la rue Longitudinale, prendra par la suite le nom de rue Alsace-Lorraine le 26 novembre 1872 par décision du Conseil Municipal. Ce nom fait écho aux événements contemporains, puisqu'il fait référence à l'Alsace et la Lorraine, deux territoires qui ont été perdus par la France en 1871.
La mise en œuvre de ce projet entraîna de nombreuses expropriations, puisqu'il demanda de percer à travers les moulons (maisons voisines délimitées par des croisements de rues) en plein cœur d'un tissu urbain très dense.
Pour ce qui est du financement, le maire Campaigno reçu de l'aide du Crédit foncier Belge qui apporta les fonds nécessaires.
Malgré une forte opposition à ce projet, notamment de la part de la population, le projet fut quand même mis en œuvre et approuvé par décret Impérial le 17 juin 1868.
Le projet de percement s’amorça en 1868 avec les premiers achats de terrain et les expropriations. Les premières maisons furent élevées dès 1871 dans la rue Alsace-Lorraine, mais il faudra attendre 1878 pour que le 1er immeuble de cette rue soit achevé. Les chaussées quant à elles furent terminées en 1873.
Tous ces immeubles, conçus avant tout pour le rapport, introduisaient à Toulouse la notion de la vie en appartements, peu répandue avant cette période. Des vastes magasins étaient prévus dans tous les rez-de-chaussée de ces bâtiments, ce qui eut pour effet d'attirer des commerces de luxe.
À noter aussi que le 7 mars 1873, le Conseil Municipal décida la mise en place de l'éclairage au gaz sur les 600 mètres de la nouvelle rue, entre la rue Lafayette et la place Rouaix.
Pendant l'Occupation, l'état-major principal de liaison HVS 564 allemand chargé d'administrer le territoire occupé loge au Grand Hôtel de la Poste situé au 38 de cette rue. Aujourd'hui, cet immeuble est le siège du Consulat de la République de Slovénie.
La rue d'Alsace-Lorraine subit des travaux d'urbanisme en 2007 en vue de l'accueil par Toulouse de la coupe du monde de rugby à XV 2007 puis à nouveau en 2012, pour devenir piétonne sur presque toute sa longueur, de la rue Bayard à la Place Esquirol.

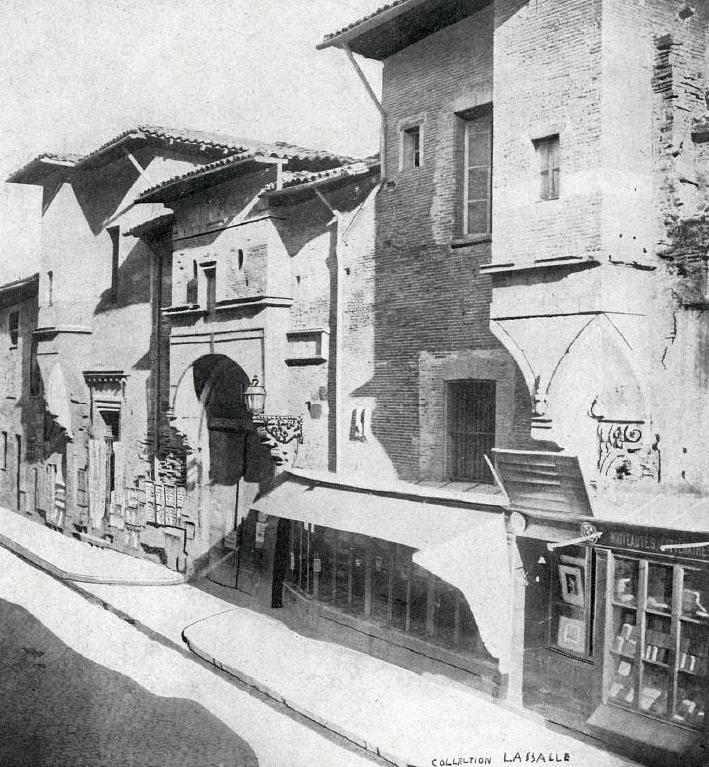
L'ancienne Porte de la Commutation de la rue Lafayette avant le percement de la rue Alsace-Lorraine (entre 1869 et 1873), en face du Jardin du Capitole
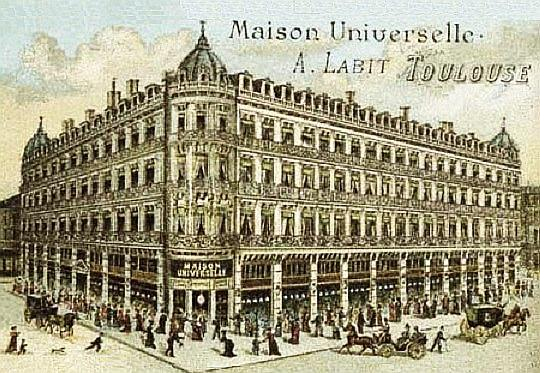
Toulouse 1877, rue Lafayette (G.) et 47 rue Alsace Lorraine (D.) - magasin La Maison Universelle, ou Grand Bazar, d'Antoine Labit
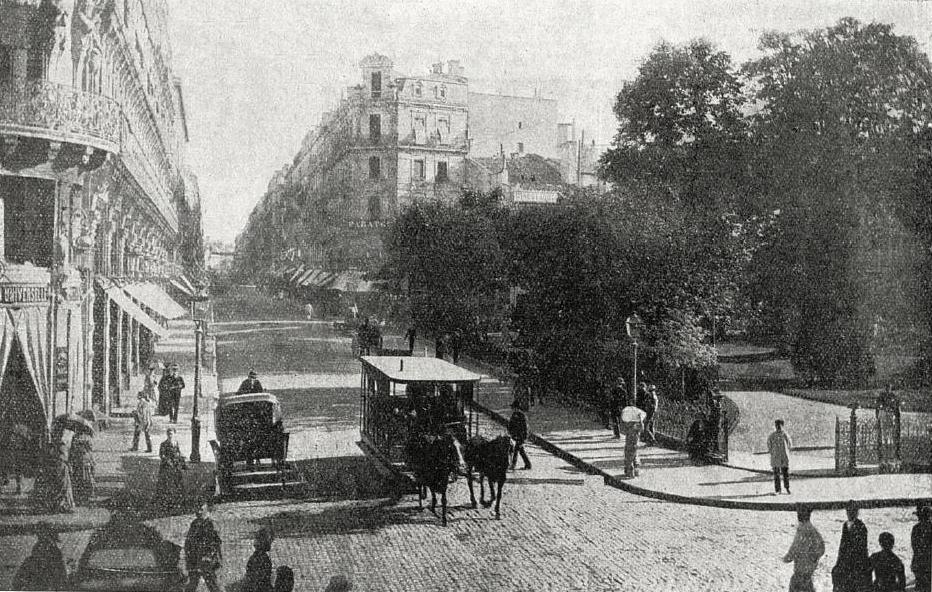
La rue Alsace-Lorraine de Toulouse vers 1885 (à droite le square du Capitole)
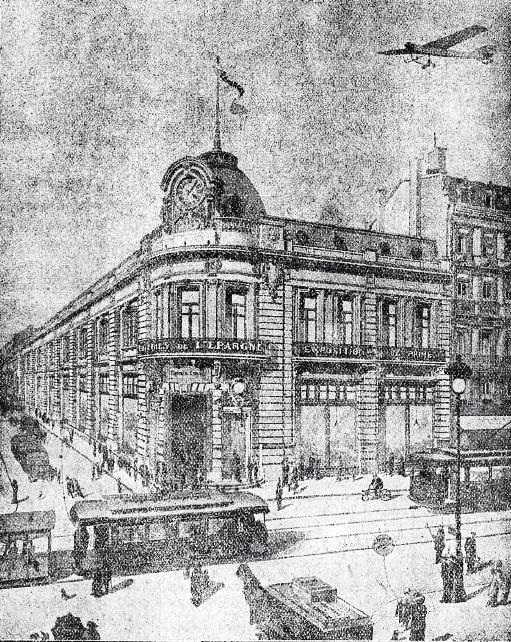
Toulouse 1913, rue Rivals (G.) et 59 rue Alsace-Lorraine (D.) - magasin Galeries de l'Épargne
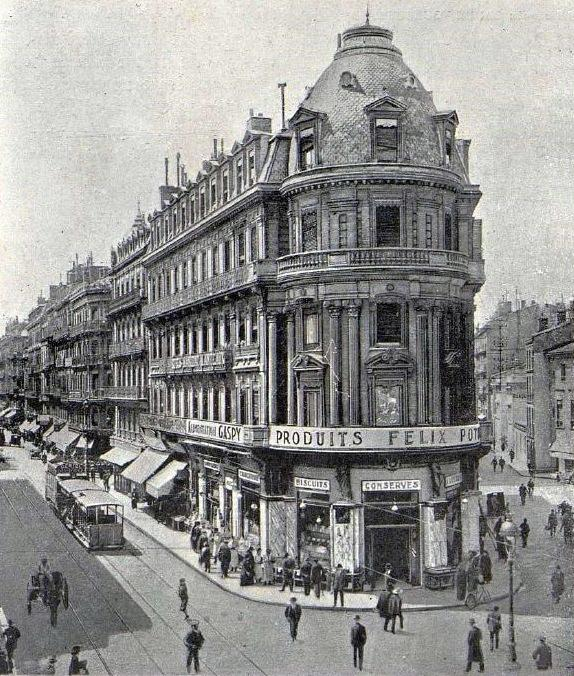
Toulouse 1926, 1 rue Alsace-Lorraine (G.) et rue de Rémusat (D.) - magasin Félix Potin
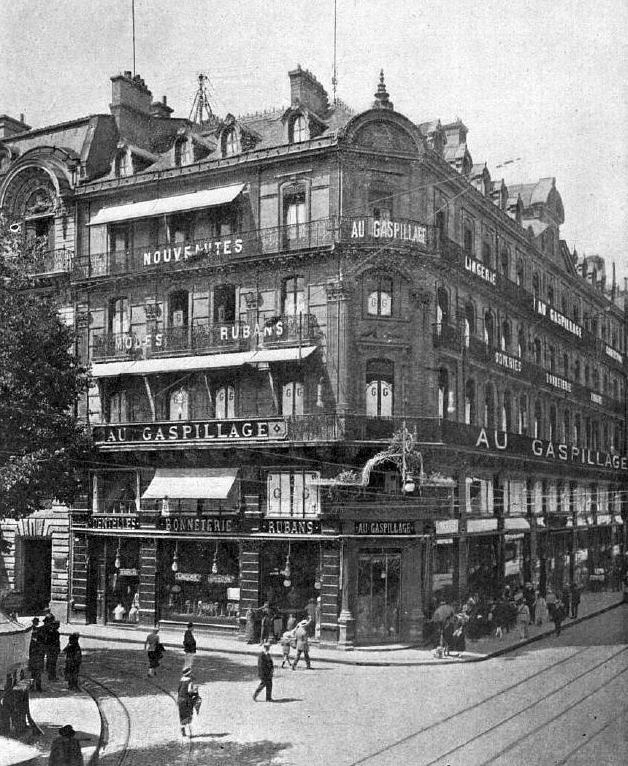
Toulouse 1926, rue Lafayette (G.) et 47 rue Alsace Lorraine (D.) - magasin Au Gaspillage, désormais
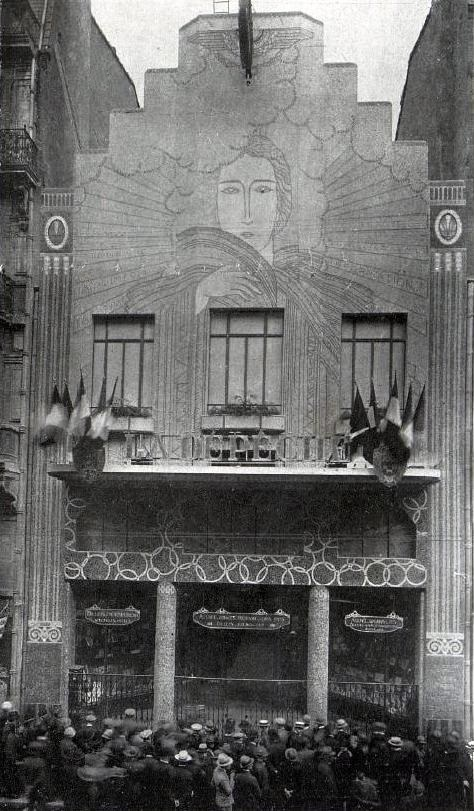
Inauguration du hall du nouvel immeuble de La Dépêche du Midi, au n°42 , le 2 mai 1927
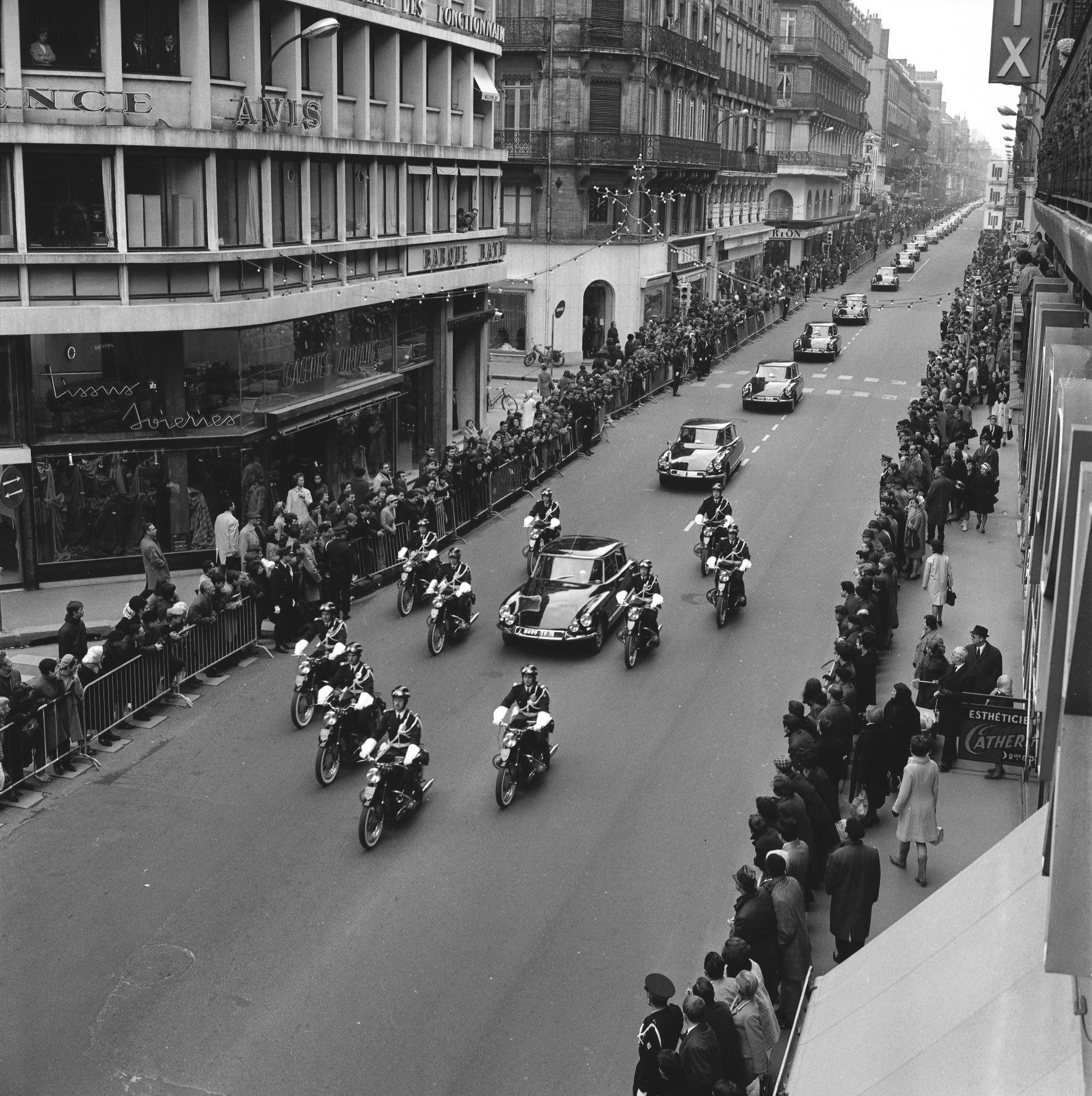
Convoi présidentiel de Georges Pompidou et Alexis Kossyguine le 5 novembre 1966.

## Patrimoine et lieux d'intérêt

### Musée des Augustins
Classé MH (1840, ancien couvent des Augustins),  Inscrit MH (1990, aile XIXe siècle) et  Classé MH (2018, ensemble des bâtiments composant le musée des Augustins).

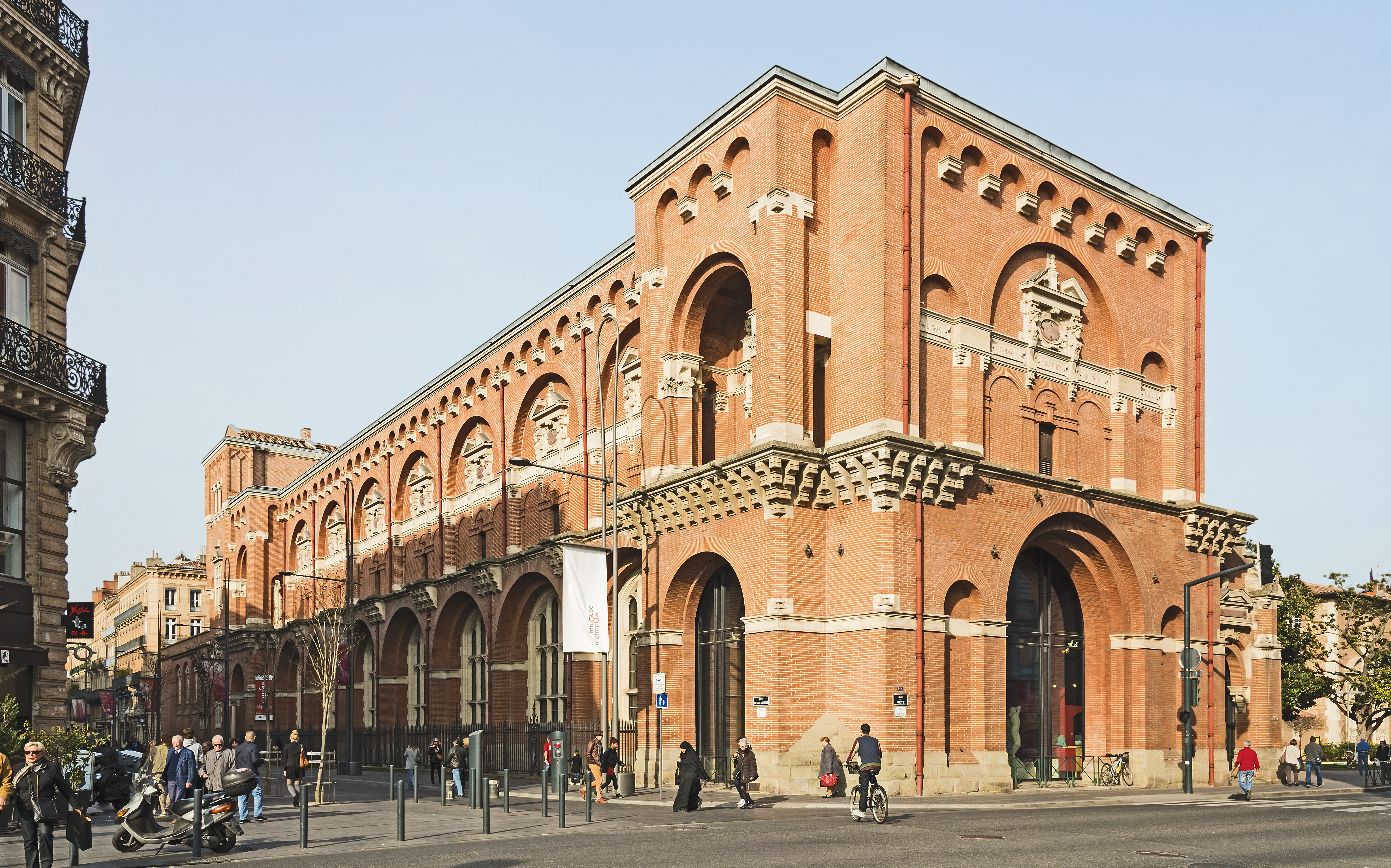
no 2 ter : l'aile Darcy du musée des Augustins (1893-1903, Denis Darcy).

Le musée des Augustins est le musée municipal des beaux-arts. Il occupe les bâtiments de l'ancien couvent des Augustins.

### Palais consulaire
Un hôtel particulier est construit au milieu du XVIIe siècle pour Jean Baptiste de Ciron, seigneur de Carmaux et président au parlement de Toulouse. En 1742, il passe à deux membres de la famille Roux, mais dix ans plus tard, il est vendu au comte Joseph de Fumel, puis, en 1769, il est acheté par la municipalité et largement remanié pour devenir la résidence des premiers présidents du parlement. La Révolution française apporte des bouleversements : en 1790, le parlement est supprimé et la ville cède l'hôtel au Directoire du Département, qui le quitte en novembre 1799 pour s'installer dans l'ancien archevêché. En conséquence, trois ans plus tard, à la suite du Concordat, l'hôtel est affecté au logement du nouvel archevêque. Mais un siècle plus tard, en décembre 1906, en vertu de la loi de séparation, l'hôtel de l'Archevêché est désaffecté, puis vendu à la Chambre de commerce de la ville qui en prend possession en 1913.
Le palais consulaire se compose de plusieurs corps de bâtiment entre la rue d'Alsace-Lorraine (actuel no 2) et la rue Croix-Baragnon (actuel no 6), face à la place Rouaix. En 1921, les architectes Barthélémy Guitard et Jean Valette sont chargés de la construction d'un nouveau corps de bâtiment le long de la rue d'Alsace-Lorraine, afin d'y aménager des boutiques au rez-de-chaussée, deux appartements à l'entresol et un « musée commercial » à l'étage. En 1936, le bâtiment est prolongé au sud sur trois travées, venant recouvrir la façade de l'ancien hôtel Ciron-Fumel. La façade, de style néo-classique, est un pastiche de l'architecture toulousaine du XVIIIe siècle, jouant sur la polychromie de la pierre de taille et de la brique. Elle se développe sur dix travées et s'élève sur trois niveaux – rez-de-chaussée, entresol et un étage. Le rez-de-chaussée est percé de grandes ouvertures de boutique qui alternent avec des ouvertures plus étroites. Les portes d'entrée sont aménagées dans les travées latérales. L'entresol et l'étage sont éclairés de fenêtres rectangulaires, mises en valeur par un encadrement en pierre de taille. Les fenêtres du 1er étage ont des balcons à balustres, soutenus par de lourdes consoles sculptées. Elles sont surmontées de frises sculptées et l'encadrement à une agrafe chargée d'un large volute. L'élévation est couronnée d'une large corniche à denticules et modillons, surmontée par une balustrade,. 

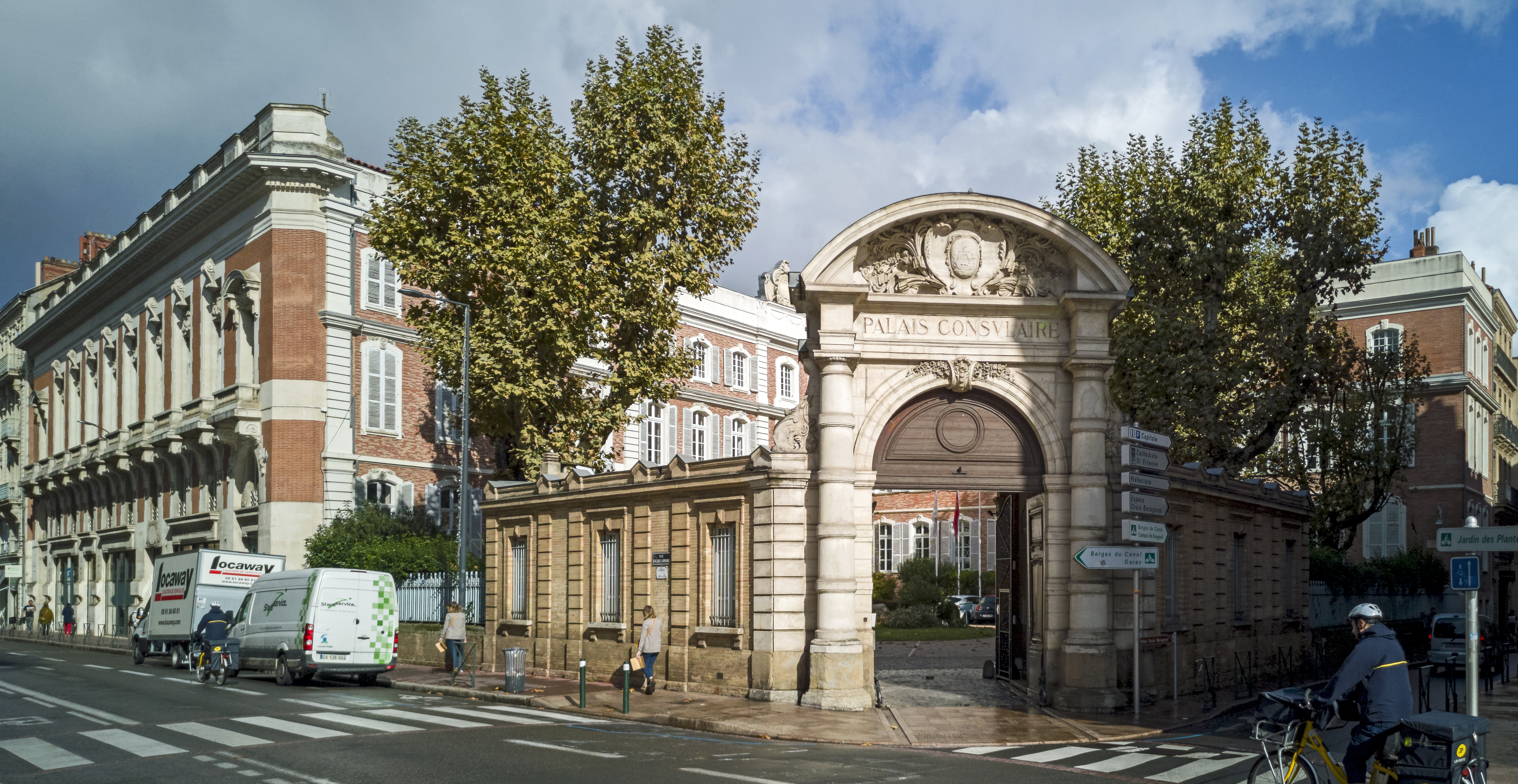
Le palais consulaire vu depuis la place Rouaix.
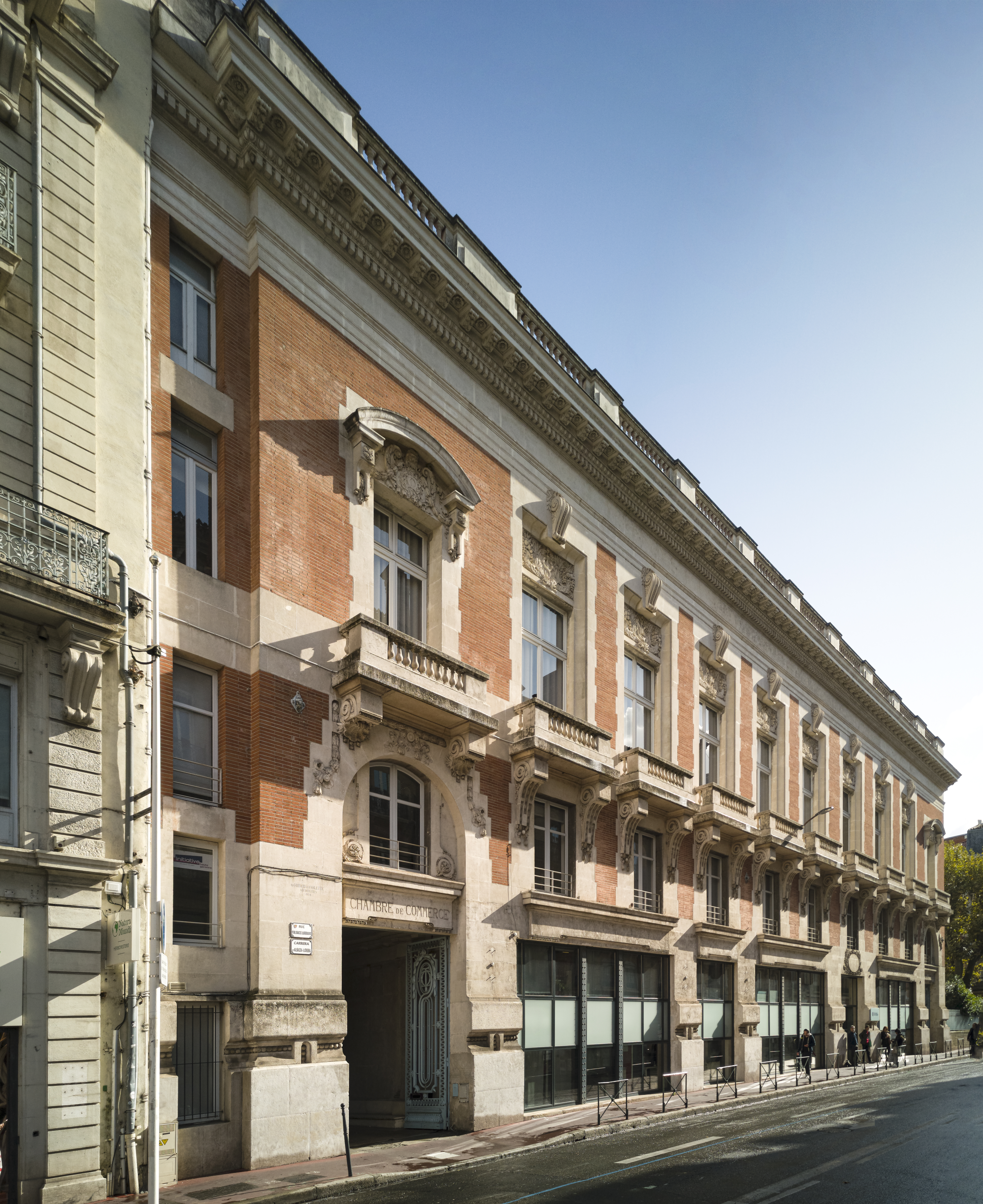
Le bâtiment sur la rue d'Alsace-Lorraine (1re moitié du XXe siècle).
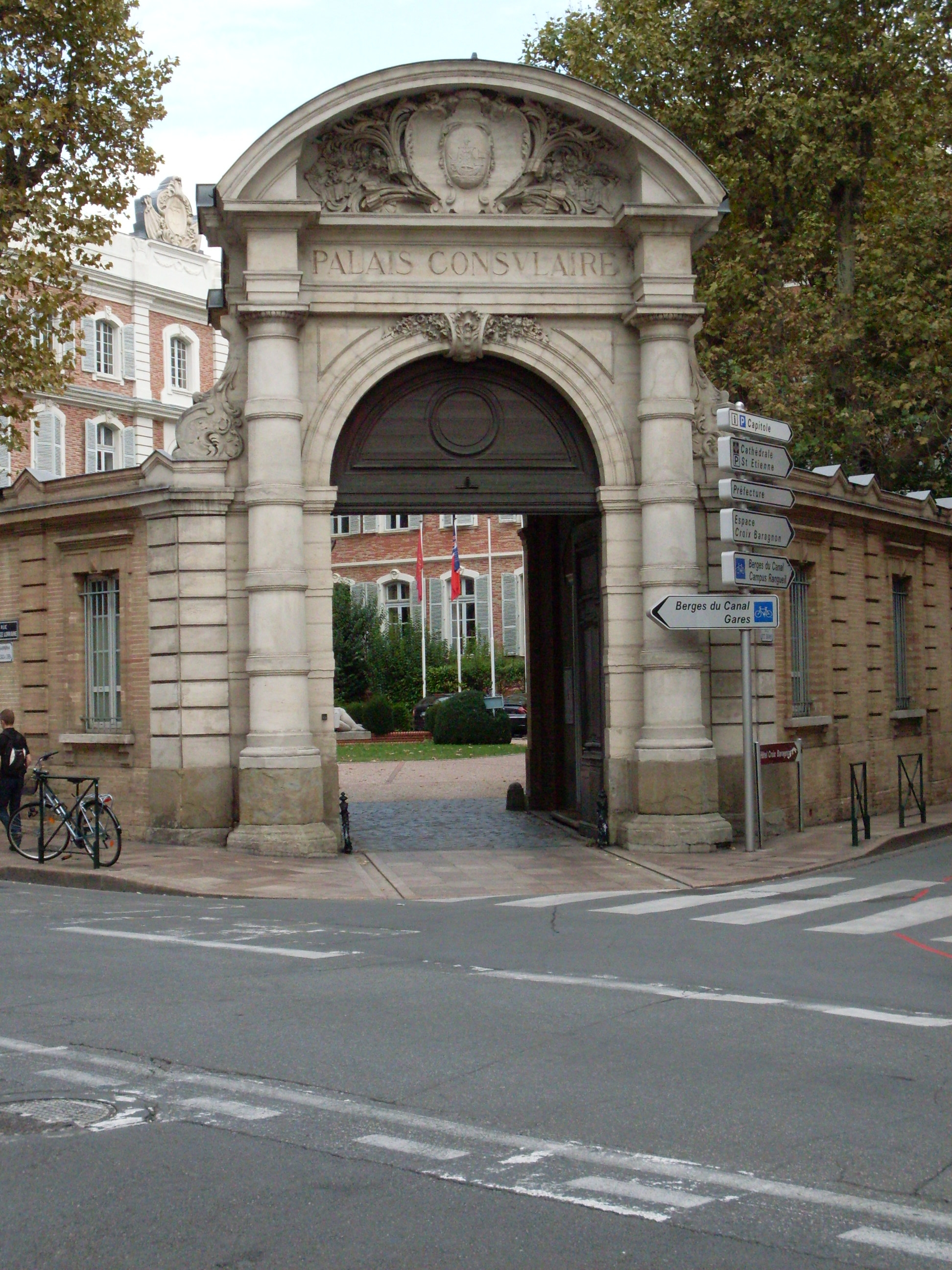
Le bâtiment à l'angle des rues d'Alsace-Lorraine et Croix-Baragnon (fin du XIXe siècle).
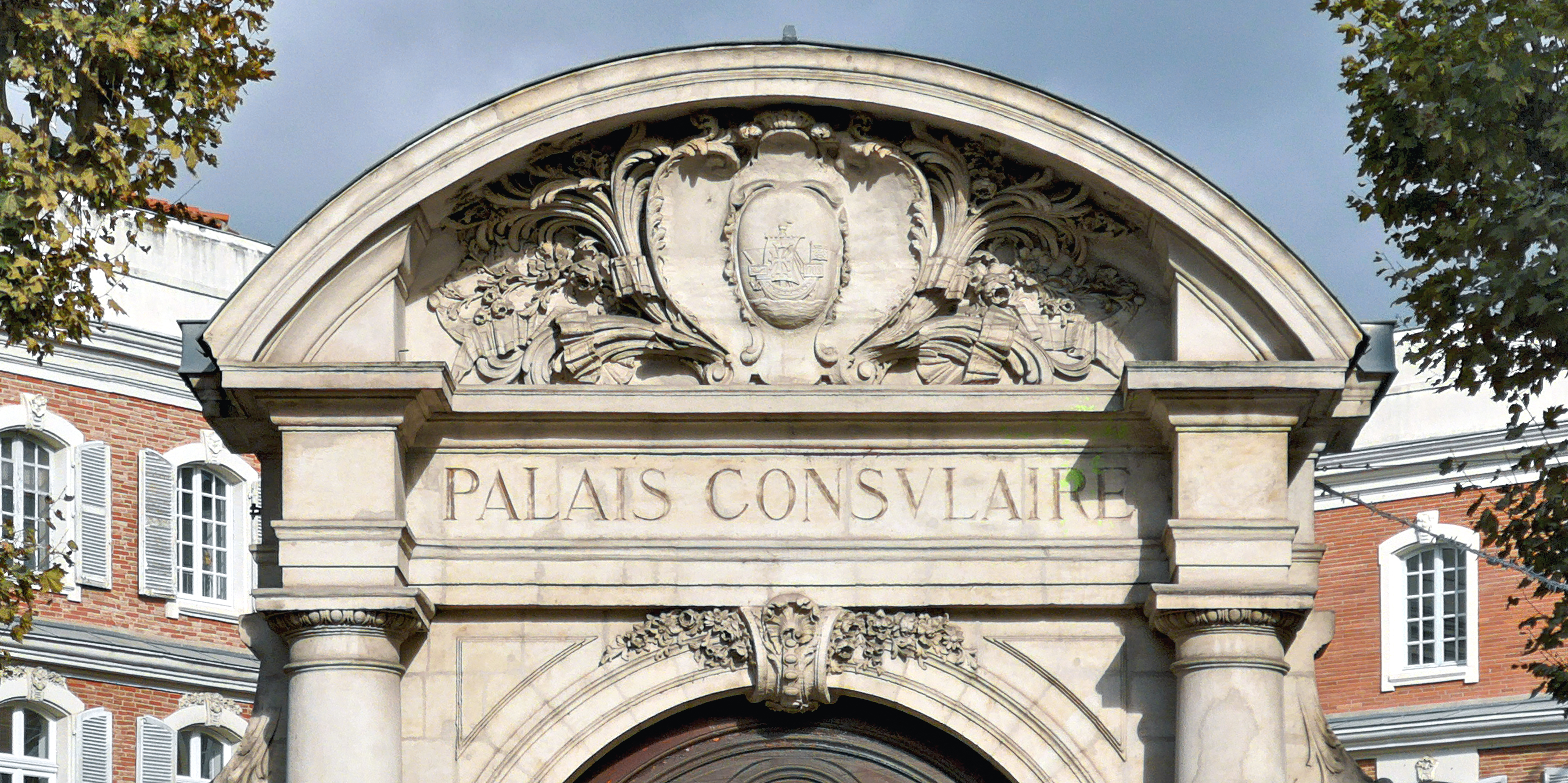
Le fronton et le blason de la Chambre de commerce et d'industrie.

### Grands magasins
- no  28 : grand magasin La Maison universelle[10].

- no  37-39 : grand magasin Monoprix.
L'enseigne Monoprix, créée à Rouen en 1932 par Max Heilbronn, ouvre en 1934 un grand magasin à Toulouse dans la rue de la Pomme (emplacements des actuels no 54 et 56). Progressivement, le magasin est agrandi par l'acquisition des bâtiments voisins rue d'Alsace-Lorraine (emplacements des actuels no 37 et 39) et rue de la Pomme (emplacements des actuels no 52 et 58 à 62). 
La construction d'un nouveau magasin est confiée en 1963 aux architectes Noël Le Maresquier et Paul de Noyers. Le bâtiment, de style moderne, s'élève au carrefour de la rue de la Pomme, formant un angle aigu. Les façades, presque aveugles, sont couvertes d'un parement de brique rouge. Le 2e étage est ouvert par quatre petites fenêtres carrées. Le 3e étage est éclairé par un bandeau continu de fenêtres, souligné par un encadrement saillant. Les 5e et 6e étages, enduits, sont traités en retrait par rapport à l'aplomb de la façade[11].

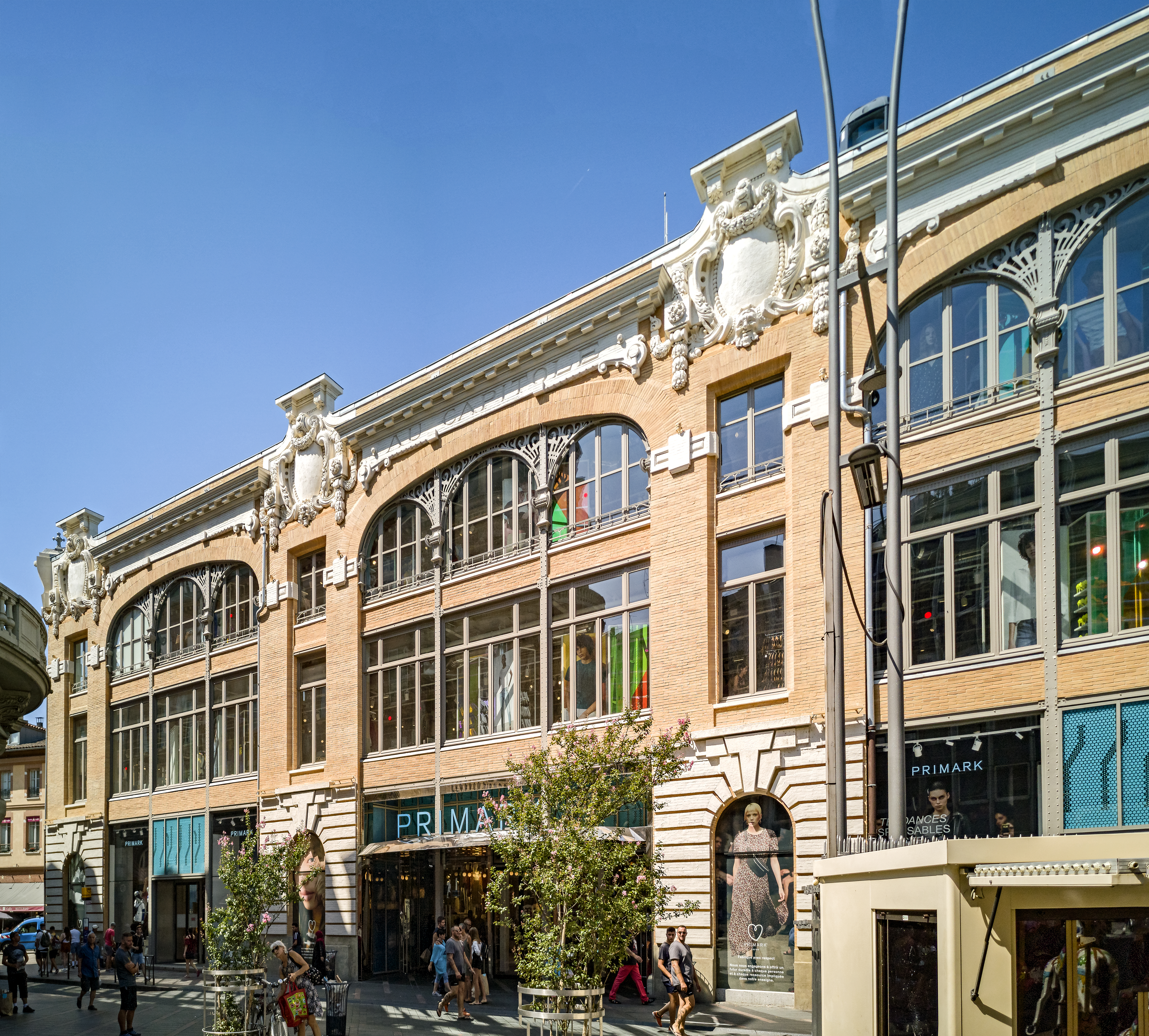
no 37-39 : le grand magasin Au Capitole (1904, Georges Debrie).

- no  37-39 : grand magasin Au Capitole.
Le grand magasin Au Capitole est construit entre 1903 et 1904 par la société Aux Dames de France, sur les plans de l'architecte Georges Debrie, dans le style Art nouveau. En 1984, le groupe des Galeries Lafayette investit le bâtiment. Le magasin ferme ses portes en 2013 et le bâtiment est cédé au groupe Primark, qui ouvre son magasin toulousain en 2018. 
L'édifice est caractéristique des constructions du début du XXe siècle, avec une structure métallique apparente et un remplissage de brique claire. Georges Debrie respecte cependant les formes de l'architecture néo-classique toulousaine, avec une alternance des ouvertures rectangulaires étroites et des ouvertures en anse de panier plus larges. L'élévation est ainsi rythmée par les travées des portes, mises en valeur au rez-de-chaussée et à l'entresol par le bossage de brique et couronnées par de grands médaillons sculptés en pierre, entourés de guirlandes de fleurs et de feuilles et de masques. Les trois grandes arcades métalliques en anse de panier réunissent les travées intermédiaires. Elles sont recoupées par des colonnes en fonte. L'élévation est couronnée par une corniche rompue à modillons. À l'intérieur, l'architecte utilise les possibilités offertes par l'architecture métallique pour libérer un vaste espace central, couvert par une coupole vitrée, qui éclaire le cœur du bâtiment. L'escalier à double rampe permet d'accéder aux niveaux supérieurs. On lui adjoint un ascenseur, puis un escalier roulant, le premier de la ville lors de son installation[12],[13].

### Immeubles
- no  14 : Grand hôtel Tivollier.
Un hôtel de voyageurs est construit entre 1872 et 1873 sur les plans d'Isidore Villamur pour le compte d'Auguste Tivollier. L'immeuble s'élève à l'angle de la rue Baour-Lormian. Il abrite un hôtel, doté de tout le confort moderne : 52 chambres, un restaurant, des salons, le chauffage par calorifère, l'ascenseur hydraulique, des sonneries électriques reliées à la réception. Le sous-sol est occupé par la fabrique des pâtés Tivollier, la boutique se trouvant au rez-de-chaussée. En 1904, l'hôtel est fermé par Emmanuel Tivollier, fils et successeur d'Auguste, qui ouvre en association avec la Société des Grands hôtels le Grand-Hôtel et Tivollier dans la rue de Metz (actuel no 31). Seule subsiste, jusqu'en 1964, la boutique de pâtés. 
L'édifice développe sur la rue une longue façade de neuf travées, qui s'élève sur sept niveaux – un sous-sol, un rez-de-chaussée, un entresol, trois étages et un niveau de comble. L'architecture éclectique, de style haussmannien, se développe de façon rigoureuse. La façade est symétrique, avec les trois travées centrales en légère saillie. Le rez-de-chaussée et l'entresol sont réunis par de grandes ouvertures rectangulaires. Aux étages, les fenêtres ont des balcons en pierre dotés de garde-corps : de simples balconnets au 1er étage, des balcons continus reposant sur des consoles au 2e et au 3e étage. Le niveau de comble est couvert par un toit à longs pans brisés en ardoise et zinc. Il est percé de lucarnes au cadre de pierre surmonté d'un fronton curviligne. 
Au carrefour de la rue Baour-Lormian, l'angle coupé concentre l'essentiel de l'ornementation. Le rez-de-chaussée et l'entresol sont réunis par une arcade de boutique en plein cintre. Elle a conservé son chambranle mouluré et une agrafe qui porte un cadre, soutenu de branches de laurier et encadré de deux nymphes tenant un sceptre à pignon et une grappe de raisin. Au 1er étage, la fenêtre a un chambranle mouluré, un garde-corps à balustres en pierre et une agrafe sculptée. Elle est encadrée de deux atlantes engainés, qui soutiennent le balcon à balustres du 2e étage[14].

- no  38 : immeuble Cazeaux et Martin.
L'immeuble, construit en 1884 par l'architecte Jacques Lacassin, pour le compte de Mmes Cazeaux et Martin, est occupé, à partir de 1888, par le Grand Hôtel de la Poste. Il abrite aujourd'hui, aux étages, le consulat honoraire de Slovénie. 
L'édifice développe une longue façade de onze travées. Elle est animée par un bossage continu. Le rez-de-chaussée est percé d'ouvertures de boutiques rectangulaires. Les étages sont soulignés par les balcons – continus au 1er et au 3e étage –, dotés de garde-corps en fonte à motifs géométriques et végétaux. Le niveau de comble, couvert par un toit à longs pans brisés en ardoise et tuile, est percé de lucarnes. Les trois travées centrales sont cependant mises en valeur par un traitement différent. Au rez-de-chaussée, le portail en plein cintre a encadrement mouluré, encadré de pilastres qui soutiennent un fronton brisé, où prend place le monogramme HC, entouré de cuirs, de guirlandes, de fleurs et d'une tête féminine. Au niveau de l'entresol, ce sont deux atlantes qui soutiennent le balcon. Aux étages, les travées sont encadrées par des pilastres cannelés à chapiteaux corinthiens, colossaux aux 1er et 2e étages, simples au 3e étage. Enfin, un fronton curviligne interrompu par une grande lucarne couronne l'ensemble au niveau du comble[15].

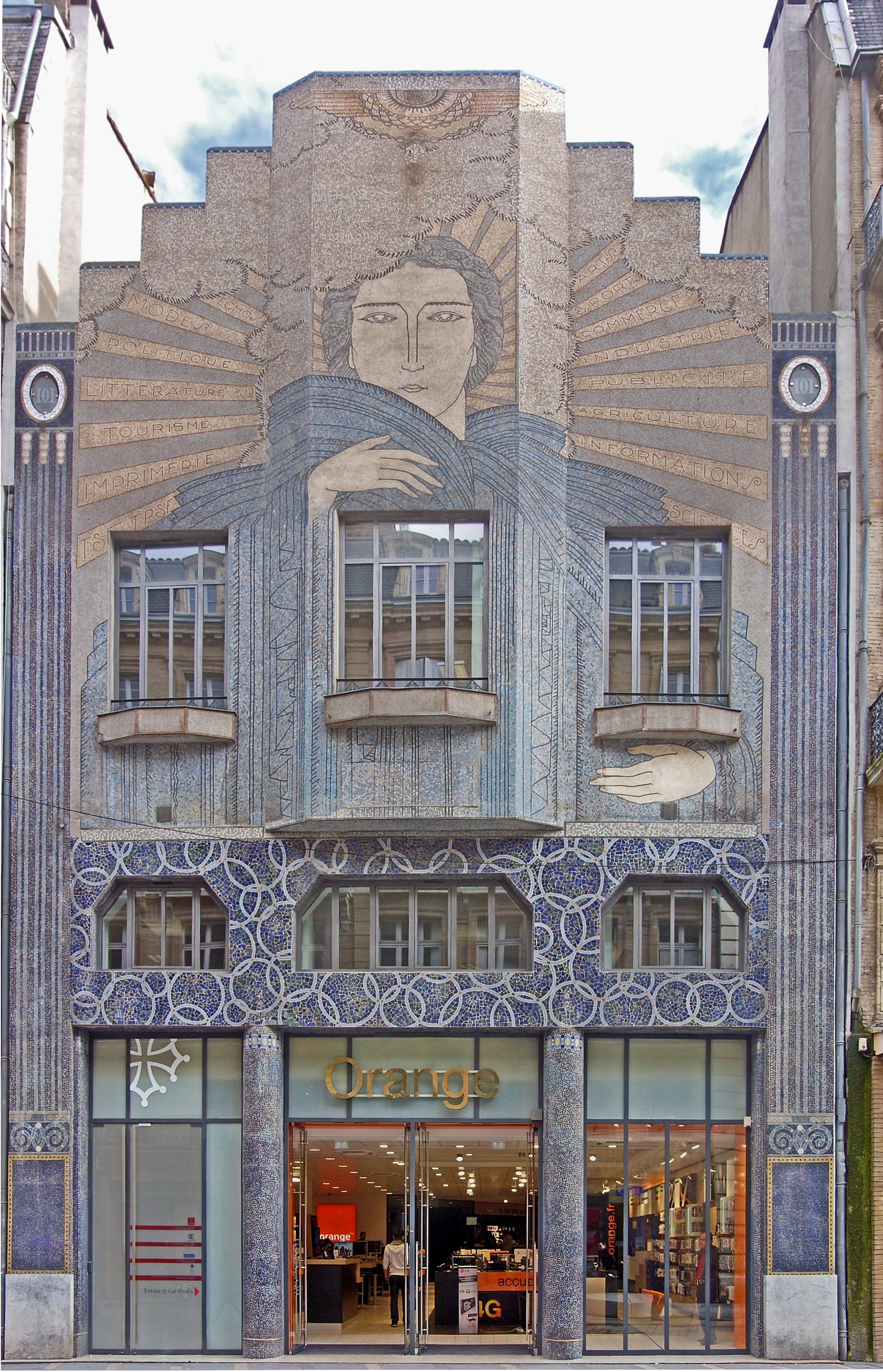
no 42 bis : la façade du Hall de la Dépêche (1926-1932, Léon Jaussely).

- no  42 bis : Hall de la Dépêche.  Inscrit MH (1997, façades et toitures) et  Patrimoine XXe siècle[16]. 
En 1924, Arthur Huc et Maurice Sarraut, co-directeurs de la Dépêche de Toulouse, prennent la décision de la construction d'un nouveau siège pour le journal, vaste bâtiment entre la rue d'Alsace-Lorraine et la rue Rivals (actuel no 15). L'architecture, de style Art déco, est un manifeste de la modernité au cœur de la rue d'Alsace-Lorraine, venant rompre avec les façades haussmanniennes. Les premiers plans de l'architecte, Léon Jaussely, datent de 1926, mais l'immeuble n'est achevé qu'en 1932. Il comprend au rez-de-chaussée un hall de promotion et de commercialisation du journal, et à l'étage des bureaux et un logement de fonction. 
L'immeuble possède une ossature en béton. Il s'élève sur quatre niveaux – un sous-sol, un rez-de-chaussée, un entresol et un étage. La façade, large de trois travées, est symétrique et présente un pignon à redents. Elle est entièrement couverte d'une mosaïque à dominante bleue, due à Alphonse Gentil et François Bourdet. Les côtés sont figurés des pilastres cannelés, surmontés de deux oculi dans lesquels prend place le monogramme de la Dépêche – deux D enlacés. Le rez-de-chaussée est ryhtmé par trois grandes ouvertures rectangulaires, séparées par deux colonnes. L'entresol est éclairé par trois larges fenêtres au cadre à pans coupés. Il est couvert de mosaïques figurant des anneaux enlacés. L'étage, où se trouvaient les bureaux du journal, est percé de grandes fenêtres qui ont des balconnets dotés de garde-corps en fer forgé à motifs géométriques. Elles sont surmontées par toute la hauteur du pignon, couvert de la partie principale de la mosaïque, une figure de femme drapée, le visage entouré de rayons lumineux dans lesquels s'inscrivent les différentes rubriques du journal, et surmontée d'un soleil et de nuages[17],[18].

- no  46 : immeuble Gailhard. 
L'immeuble est construit en 1883 par l'architecte Jacques Lacassin, pour le compte de Pedro Gailhard, artiste lyrique qui connut une carrière remarquable à Paris, à l'Opéra-Comique, puis à l'Opéra. Il présente sur la rue d'Alsace-Lorraine une façade d'un style éclectique animé par des références néo-Renaissance. Aux étages, les trois travées centrales sont encadrées de pilastres cannelés à chapiteaux corinthiens. Au 3e étage, les fenêtres sont en plein cintre et séparées par des colonnes à chapiteaux ioniques, surmontés de bustes. Au niveau du comble, elles sont couronnées par un fronton brisé où prend place une grande lucarne. Le meneau de la lucarne est décoré d'une statue qui représenterait Méphisto, dont le rôle dans le Faust de Charles Gounod rendit célèbre Pedro Gailhard[19].

- no  49 : immeuble Lacomme. 
L'immeuble est construit vers 1881 par l'architecte Ernest Gazagne, pour le compte de M. Lacomme. La façade sur la rue Alsace-Lorraine est imposante, par l'utilisation exclusive de la pierre de taille et par la richesse et la lourdeur du décor. Le rez-de-chaussée et l'entresol sont réunis par deux arcades de boutique en plein cintre qui encadrent la porte d'entrée. La porte est surmontée, au niveau de l'entresol d'un fronton curviligne où prennent place deux lions, et d'une ouverture ovale, ornée de bas-reliefs à motifs végétaux. Au même niveau, des cariatides engainées et coiffées de chapiteaux ioniques séparent les travées de l'entresol, supportant le balcon du 1er étage. Les étages sont rythmés par des pilastres cannelés à chapiteaux composites, colossaux aux 1er et 2e étages, simples au 3e étage. Les fenêtres en plein cintre ont un chambranle mouluré. Elles ont des impostes en fonte et des balcons en pierre, soutenus par des consoles et dotés de garde-corps en fonte. De plus, la fenêtre centrale du 1er étage porte sur l'agrafe un mascaron de silène grimaçant. L'élévation est couronnée d'une corniche à modillons, surmontée d'une balustrade en pierre[20].

- no  59 : ancien siège de BNP Paribas. 
L'immeuble est construit en 1895 pour abriter le siège régional du Comptoir national d'escompte de Paris (CNEP), fusionné en 1966 avec la Banque nationale pour le commerce et l'industrie (BNCI) pour donner naissance à la Banque nationale de Paris (BNP)[21], devenue BNP Paribas en 2000, et qu'elle quitte finalement en 2020[22]. 
Le bâtiment s'élève sur un site privilégié, à l'angle de la rue Rivals (actuel no 11). Il est remarquable pour son architecture éclectique et son décor exubérant, particulièrement la rotonde qui fait l'angle. Le 1er étage est mis en valeur par un balcon, soutenu par de larges consoles feuillagées et orné d'un garde-corps en fonte à motifs géométriques. Les fenêtres sont séparées par des pilastres à chapiteaux ioniques d'où retombent des guirlandes, portant un entablement orné de plaques de marbre sous une corniche à modillons. La rotonde est couronnée d'un garde-corps à balustres en pierre et surmontée d'un dôme couvert d'ardoises, en partie caché par une horloge à 24 chiffres, inscrite dans une lucarne. La date d'achèvement des travaux se lit dans un cartouche, encadré par de petits pilastres qui soutiennent un fronton brisé, dont les volutes encadrent une tête de femme. Sur la rue Rivals, la façade se développe sur cinq travées, larges et rectangulaires, mais elle a reçu un traitement plus simple[23].

- no  75 : immeuble Ravel. 
Un premier bâtiment est construit, au milieu du XIXe siècle, sur la rue Charles-de-Rémusat (actuel no 55). En 1877, il est intégré à un nouvel immeuble qu'élève l'architecte Georges Masquet sur la rue d'Alsace-Lorraine pour le compte de M. Ravel. L'angle de cette rue est magnifié par une rotonde en brique claire. Le rez-de-chaussée est percé d'ouvertures rectangulaires. Le 1er étage est mis en valeur par un balcon filant en pierre et à balustres. Il est soutenu des consoles ornées de feuillages qui alternent avec une statue de l'Industrie (une femme portant une couronne de laurier, accompagnée d'une roue dentée et d'une enclume) et du Commerce (un homme accompagné d'une ancre et de marchandises). Le 1er et le 2e étage sont percés de fenêtres aux encadrements sculptés et réunis par des colonnes colossales à chapiteaux corinthiens, qui soutiennent un entablement. Le 3e étage, également doté d'un balcon à balustres, est d'un style similaire mais plus simple. La corniche à modillons qui couronne l'élévation est surmontée d'un dôme en ardoise[24].

## Personnalité
- Léopold Escande (1902-1980) : élève de l'Institut d'électrotechnique et de mécanique des fluides fondé en 1907 par Charles Camichel, il en fut le directeur et participa à son développement comme École nationale supérieure d'électrotechnique, d'électronique et d'hydraulique de Toulouse (ENSEEHT). Il naquit au domicile familial (actuel no 25).

#### Ouvrages généraux
- Jules Chalande, « Histoire des rues de Toulouse », Mémoires de l'Académie des Sciences et Belles-Lettres de Toulouse, 11e série, tome VIII, Toulouse, 1922, p. 95-153.
- Pierre Salies, Dictionnaire des rues de Toulouse, 2. vol., éd. Milan, Toulouse, 1989  (ISBN 978-2-867-26353-8).
- Gilles Bernad, Guy Jungblut et Armand Monna, Toulouse, métamorphoses du siècle, Portet-sur-Garonne, éd. Empreintes, 2001, 133 p. (ISBN 2-913319-13-0).

#### Ouvrages spécialisés
- Odile Foucaud, « La métropole marchande, architectures commerciales au siècle de l'industrie », Toulouse, une métropole méridionale. Vingt siècles de vie urbaine, Presses universitaires du Midi, Toulouse, 2009  (ISBN 978-2-8107-0950-2).
- Rémi Papillault (dir.), Laura Girard et Jean-Loup Marfaing, Guide d'architecture du XXe siècle en Midi toulousain, coll. « Architectures », Presses universitaires du Mirail, Toulouse, 2016  (ISBN 978-2-8107-0469-9).